# Tabuque
Tabuque ou Tabuk (em árabe: تَبُوْك‎; romaniz.: Tabūk) é uma cidade do noroeste da Arábia Saudita, capital da região de Tabuque. Está a 760 metros de altitude e em 2017 tinha 551 124 habitantes.

## História
Ptolomeu mencionou um lugar chamado 'Tabawa', no canto noroeste da Arábia. Este nome pode ser uma referência a 'Tabuka' ou 'Tabuk'. Se isto for verdade, a cidade pode ser contemporânea ou mais antiga do que Ptolomeu. Poetas árabes pré-italianos, como Antra e Nabiqa, mencionaram a sua montanha 'Hasmi' nos seus poemas.
Tabuk tornou-se famoso pela sua associação com a batalha travada em 8 AH (630 d.C.), durante o período de Maomé. Desde então, tem permanecido uma porta de entrada para o norte da Arábia. Foi também visitada por vários viajantes europeus, como Doughty em 1294 AH (1877) e Huber em 1303 AH (1884).
Tabuk tornou-se um centro de atividade militar durante a Guerra do Golfo quando a cidade enfrentou ameaças de ataques aéreos e scuds iraquianos.